# Mercedes Ducci
María Mercedes Ducci Budge (Santiago, 6 de septiembre de 1951) es una periodista chilena. Se desempeñó como directora ejecutiva de Canal 13, renunciando el 20 de enero de 2010.
Desde junio de 2018 se desempeña como presidenta de la organización chilena de la sociedad civil experta en género llamada ComunidadMujer.

## Familia y estudios
Hija del médico Héctor Ducci Claro e Isabel Budge.Es hermana de Margarita Ducci, arquitecta, quien fuera directora nacional del Servicio Nacional de Turismo entre 1981 y 1990.
Realizó sus estudios primarios en La Maisonnette, y los superiores en el colegio Jeanne D'Arc, ambos de formación francesa. Luego, los superiores los realizó en la carrera de periodismo en la Pontificia Universidad Católica de Chile (PUC). Posteriormente, cursó un máster en estudios mediales en el Instituto de Tecnología de Nueva York, además tiene un posgrado de la Escuela de Radiodifusión y TV de Madrid, España.[cita requerida]
Está separada del filósofo y escritor chileno Arturo Fontaine Talavera, con quien tuvo dos hijos.

## Trayectoria profesional

### Carrera en dirección de televisión
En 1983 fundó y fue productora ejecutiva y conductora del Programa periodístico Temas, en TVN, que en tiempos en que no había medición de opinión pública, presentaba temas semanales con reportajes y encuestas de opinión para develar lo que pensaban los chilenos respecto de temas relevantes. En años sucesivos el programa también exploró Chile, bajo el eslogan Tantos mundos en un país y viajó por las localidades más apartadas y desconocidas.[cita requerida]
En octubre de 1990 emigró a Canal 13 junto con cinco personas de su equipo y formaron Contacto, también bajo su producción ejecutiva y conducción. El programa comenzó siendo un espacio de reportajes de cultura y viajes, pero luego evolucionó a un programa de investigación muy influyente en la sociedad chilena.[cita requerida]
En1999 dejó la producción ejecutiva del programa (en que la sucedió Carmen Gloria López) y asumió como directora de Prensa de Canal 13.[cita requerida]
Luego fue directora de Planificación y Proyectos, y directora de Programación y Procesos Creativos. Cuando asumió el cargo de directora ejecutiva en 2007, dejó definitivamente la conducción de Contacto.[cita requerida]

### Actividades posteriores
Después de dejar su actividad en televisión, fue miembro del Directorio del Hogar de Cristo y, luego, del Consejo de Ética de los Medios y Presidenta de ComunidadMujer.[cita requerida]
Paralelamente, realiza clases de magíster de edición y dirección periodística de la Pontificia Universidad Católica de Chile.[cita requerida]

## Incursión televisiva
Sus inicios en televisión los tuvo a los 19 años de edad en Televisión Nacional de Chile. Fue coordinadora, asistente de producción, asistente de dirección, hizo libretos, dirigió programas y participó en los equipos de Gonzalo Bertrán y Felipe Pavez, entre otros directores. En 1975 hizo un curso de Posgrado en la Escuela Oficial de Radiodifusión y Televisión, en España, y a su vuelta incursionó por primera vez en pantalla, debutando delante de la cámara en 1977 en el programa Estudio Abierto. El mismo año viajó a Estados Unidos, donde se desempeñó como corresponsal de El Mercurio hasta 1981.[cita requerida]
A su vuelta, ingresó al programa matinal de TVN Tenga Usted un Buen Día (1982). En 1983 formó el equipo con el cual creó el programa Temas, del cual sería productora ejecutiva y conductora. El programa tuvo una buena acogida del público y la crítica y continuó con éxito hasta julio de 1990. Recibió el Premio del Consejo Nacional de Televisión en su primer año de emisión.[cita requerida]
En octubre de 1990 se integró a Canal 13 donde creó y condujo el programa Contacto (1991-2007), del que fue productora ejecutiva hasta 1999, pero siguió conduciendo hasta abril del 2007, en que debió dejarlo para asumir la dirección ejecutiva.[cita requerida]
Entre 1999 y 2007 fue Directora de Programas Periodísticos, Directora de Planificación y Proyectos y Directora de Programación y Procesos Creativos. El 2 de mayo del 2007, fue designada directora ejecutiva de Canal 13, reemplazando a Eliana Rozas, quien había renunciado una semana antes.[cita requerida]
En el 2025, por el capítulo 5 del pódcast Necesito poder respirar: la vida de Jorge González, se acusó a Mercedes de querer censurar la programación del Festival de Viña del Mar del 2003 mediante su director, Ricardo de la Fuente, mientras Los Prisioneros tocaban la canción Sexo.

## Reconocimientos
En 1992, obtuvo el Premio Lenka Franulic. Ha sido premiada por su trayectoria periodística y televisiva en la Universidad del Pacífico, la Fundación Futuro. En marzo de 2003 recibió el Premio como la mejor profesional en el Área Periodística 2002 de la Federación de Mujeres para la Paz Mundial.[cita requerida]